# Dissipatore viscoso

Simbolo utilizzato per rappresentare un dissipatore viscoso.

Un dissipatore viscoso (o smorzatore viscoso) è un dispositivo meccanico che ha il compito di smorzare il moto ad esso impresso trasformandolo in attrito viscoso. La forza viscosa con cui il dissipatore risponde alla sollecitazione è proporzionale alla velocità e ha verso opposto alla forza impressa, per cui la forza risultante è minore della forza che viene impartita al dispositivo e conseguentemente si ha un rallentamento del moto.
Tale dispositivo viene spesso utilizzato in accoppiamento con una molla.

## Tipi
Esistono due tipi di dissipatore viscoso: lineare e rotativo.
Le specifiche di un dissipatore viscoso lineare sono la corsa e il fattore di smorzamento.
Nel caso di un dissipatore viscoso lineare il coefficiente di smorzamento è dato dal rapporto tra forza e velocità, mentre nel caso di un dissipatore viscoso rotativo il coefficiente di smorzamento è dato dal rapporto tra momento torcente e velocità angolare del fluido.
Un altro tipo di dissipatore viscoso è lo smorzatore a correnti parassite, il quale è costituito da un magnete posto all'interno di un tubo in materiale conduttore (ad esempio alluminio o rame). Anche nel caso di uno smorzatore a correnti parassite, la forza viscosa prodotta è proporzionale alla velocità.

## Applicazioni

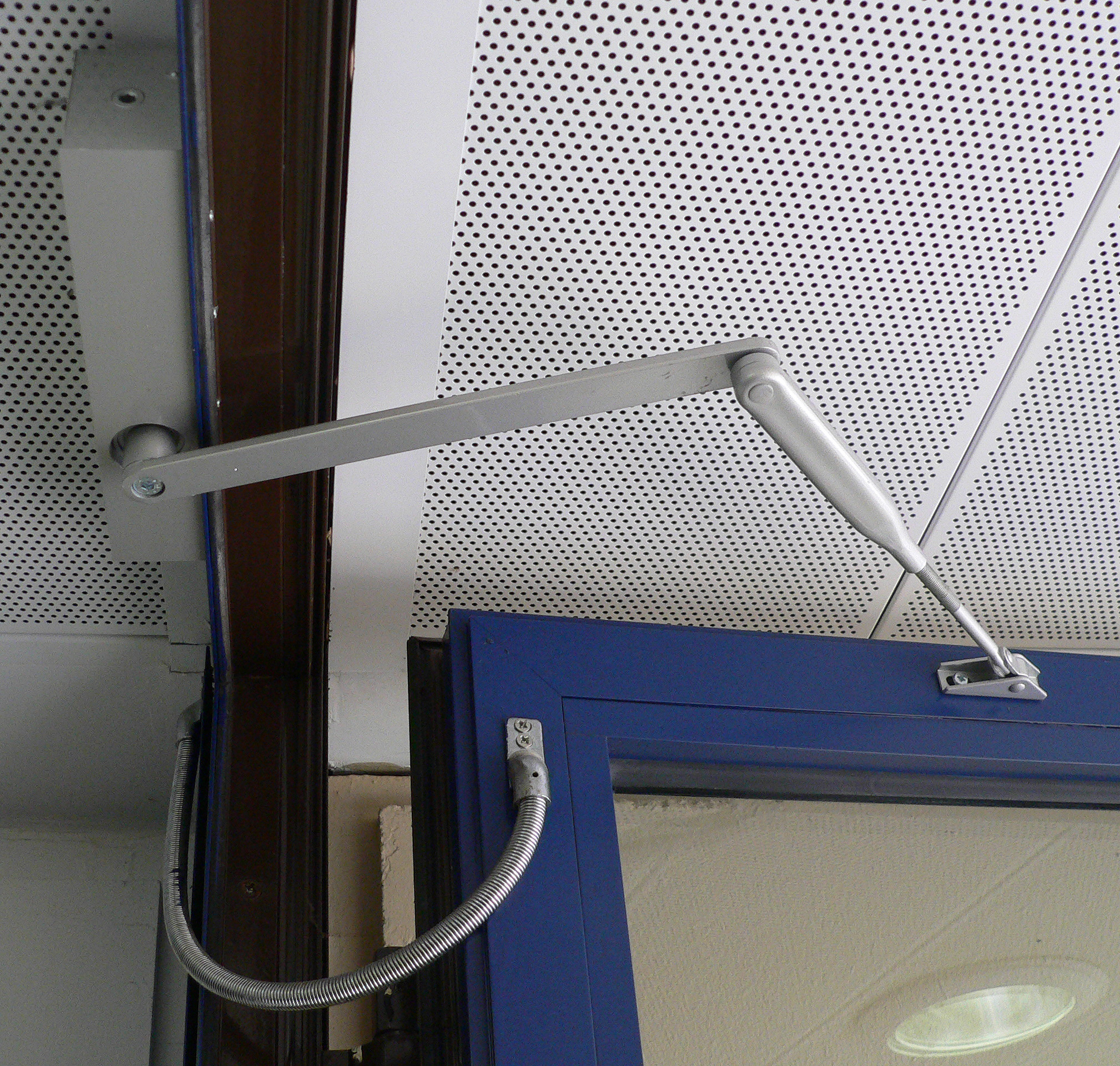
Esempio di applicazione di un dissipatore viscoso per la chiusura di una porta.

Altro esempio di dissipatore viscoso: un ammortizzatore.

In molte applicazioni al dissipatore viscoso è associato un bypass meccanico "a senso unico" (ad esempio una valvola di non ritorno), in modo tale da permettere lo svolgimento del moto senza alcuna costrizione in un verso, mentre il dissipatore viscoso agisce nel verso opposto: un dispositivo di questo genere applicato ad una porta permette l'apertura rapida della porta (grazie al bypass) e una chiusura graduale (grazie al dissipatore viscoso). In questa maniera si evita che la porta venga "sbattuta" durante la chiusura.
I dissipatori viscosi vengono inoltre utilizzati nell'ambito dell'elettronica di consumo per rallentare l'apertura e/o la chiusura dei carrelli per l'inserimento di supporti di memorizzazione (ad esempio CD).
Il cilindro idraulico di un ammortizzatore è un altro esempio di dissipatore viscoso.
Nell'ambito dell'edilizia i dissipatori viscosi vengono utilizzati per contrastare l'azione del vento sulle strutture. Soluzioni di questo tipo sono state impiegate nella costruzione del World Trade Center di New York e del Columbia Seafirst Tower di Seattle.

## Il dissipatore viscoso nei modelli viscoelastici
Il concetto di dissipatore viscoso viene impiegato per la costruzione dei modelli per spiegare il comportamento reologico dei materiali viscoelastici. Ad esempio nel modello di Maxwell il materiale è rappresentato da un dissipatore viscoso collegato in serie con una molla, mentre nel modello di Kelvin-Voigt il materiale è rappresentato da un dissipatore viscoso collegato in parallelo con una molla.
Il comportamento dei materiali viscoelastici è intermedio tra i materiali puramente viscosi e i materiali elastici, per cui il dissipatore viscoso è utilizzato per tenere conto dei contributi di tipo viscoso, mentre la molla è utilizzata per tenere conto dei contributi di tipo elastico.